# Paul-Crutzen-Preis
Der Paul-Crutzen-Preis wird seit 2009 von der Fachgruppe Umweltchemie und Ökotoxikologie der Gesellschaft Deutscher Chemiker vergeben. Die Benennung des Preises nach Paul Crutzen soll an seine Arbeit zur Erforschung des Ozonlochs erinnern, für welche er im 1995 den Nobelpreis für Chemie erhalten hat.
Prämiert werden herausragende Arbeiten auf dem Gebiet der Umweltchemie und Ökotoxikologie. Dabei kann die Arbeit vom Autor selbst, oder von Dritten eingereicht werden. Die Arbeit muss jedoch in einem Peer-Review-Journal veröffentlicht worden sein. Der Hauptautor sollte promoviert sein, jedoch sollte die Veröffentlichung der zu prämierenden Arbeit nicht mehr als zwei Jahre nach der Promotion erfolgt sein.

## Preisträger
| Jahr | Preisträger (Haupt- / Erstautor) | Veröffentlichung | Institut (Haupt- / Erstautor)                                                                        |
| ---- | -------------------------------- | --- | --- |
| 2009 | Michael C. Dodd                  | Oxidation of Antibacterial Compounds by Ozone and Hydroxl Radical: Elimination of Biological Activity during Aqeous Ozonation Process – PMID 19452907                                                              | Institute of Biogeochemistry and Pollutant Dynamics (IBP) – ETH Zürich Eawag                         |
| 2010 | Marianne Matzke                  | Ionic liquids in soils: Effects of different anion species of imidazolium based ionic liquids on wheat (Triticum aestivum) as affected by different clay minerals and clay concentrations – PMID 18932018          | Department 10: Ökologie, UFT – Centre for Environmental Research and Technology – Universität Bremen |
| 2010 | Annekatrin Dreyer                | Polyfluorinated compounds in the atmosphere of the atlantic and southern oceans: Evidence for a global distribution – doi:10.1021/es9010465                                                                        | Institut für Ökologie – Leuphana Universität Lüneburg                                                |
| 2011 | Andres Kretschmann               | Toxicokinetic Model Describing Bioconcentration and Biotransformation of Diazinon in Daphnia magna – doi:10.1021/es104324v                                                                                         | Institut für Biologie V (Umweltforschung) – RWTH Aachen                                              |
| 2011 | Karolina Nowak                   | Formation and Fate of Bound Residues from Microbial Biomass during 2,4-D Degradation in Soil – doi:10.1021/es103097f                                                                                               | Institut für Biologie V (Umweltforschung) – RWTH Aachen                                              |
| 2012 | Manabu Shiraiwa                  | The role of long-lived reactive oxygen intermediates in the reaction of ozone with aerosol particles – doi:10.1038/nchem.988                                                                                       | Department für Biogeochemie – Max-Planck-Institut für Chemie, Mainz                                  |
| 2013 | Christof Moschet                 | Multi-Level Approach for the Integrated Assessment of Polar Organic Micropollutants in an International Lake Catchment: The Example of Lake Constance – doi:10.1021/es304484w                                      | Institute of Biogeochemistry and Pollutant Dynamics (IBP) – ETH Zürich                               |
| 2014 | Thorsten Hüffer                  | How Redox Conditions and Irradiation Affect Sorption of PAHs by Dispersed Fullerenes (nC60) – doi:10.1021/es303620c                                                                                                | Das Zentrum für Wasser- und Umweltforschung (ZWU) – Universität Duisburg-Essen                       |
| 2015 | Sebastian Scheinhardt            | Comprehensive chemical characterisation of size-segregated PM10 in Dresden and estimation of changes due to global warming – doi:10.1016/j.atmosenv.2013.04.059                                                    | Leibniz-Institut für Troposphärenforschung (TROPOS)                                                  |
| 2016 | Tushar Rastogi                   | Re-Designing of Existing Pharmaceuticals for Environmental Biodegradability: A Tiered Approach with β-Blocker Propranolol as an Example – PMID 26291878                                                            | Institut für Nachhaltige Chemie und Umweltchemie – Leuphana Universität Lüneburg                     |
| 2017 | Martin Brüggemann                | Real-time detection of highly oxidized organosulfates and BSOA marker compounds during the F-BEACh 2014 field study – doi:10.5194/acp-17-1453-2017                                                                 | Institut für Anorganische Chemie und Analytische Chemie – Universität Mainz                          |
| 2018 | Anika Pohlabeln                  | Experimental Evidence for Abiotic Sulfurization of Marine Dissolved Organic Matter – doi:10.3389/fmars.2017.00364                                                                                                  | Institut für Chemie und Biologie des Meeres ICBM – Carl von Ossietzky Universität Oldenburg          |
| 2019 | Sigrid Richter-Brockmann         | Analysis and toxicity of 59 PAH in petrogenic and pyrogenic environmental samples including dibenzopyrenes, 7H-benzo[c]fluorene, 5-methylchrysene and 1-methylpyrene – doi:10.1016/j.chemosphere.2018.02.146       | Institut für Geologie und Paläontologie – Westfälische Wilhelms-Universität Münster                  |
| 2020 | keine Vergabe                    | keine Vergabe | keine Vergabe                                                                                        |
| 2021 | Alexander Maximilian Voigt       | Association between antibiotic residues, antibiotic resistant bacteria and antibiotic resistance genes in anthropogenic wastewater – An evaluation of clinical influences – doi:10.1016/j.chemosphere.2019.125032  | Universitätsklinikum Bonn                                                                            |
| 2022 | Steffen Breinlinger              | Hunting the eagle killer: A cyanobacterial neurotoxin causes vacuolar myelinopathy – doi:10.1126/science.aax90 | Eberhard Karls Universität Tübingen und Martin-Luther-Universität Halle-Wittenberg                   |
| 2022 | Jennifer Susanne Strehse         | The explosive trinitrotoluene (TNT) induces gene expression of carbonyl reductase in the blue mussel (Mytilus spp.) – A new promising biomarker for sea-dumped World War relicts? – doi:10.1007/s00204-020-02931-y | Christian-Albrechts-Universität zu Kiel                                                              |
| 2023 | Carolin Seller-Brison            | Do biotransformation data from laboratory experiments reflect micropollutant degradation in a large river basin? – doi:10.1016/j.watres.2023.119908                                                                | Universität Zürich und Eawag                                                                         |
| 2023 | Florian Ungeheuer                | Nucleation of jet engine oil vapours is a large source of aviation-related ultrafine particles – doi:10.1038/s43247-022-00653-w                                                                                    | Johann Wolfgang Goethe-Universität Frankfurt am Main                                                 |
| 2024 | Anja Ramsperger                  | Nominally identical microplastic models differ greatly in their particle-cell interactions. – doi:10.1038/s41467-024-45281-4                                                                                       | Universität Bayreuth                                                                                 |